# Campanya de Togolàndia
La Campanya de Togolàndia (del 6 al 26 d'agost de 1914) va ser una invasió francesa i britànica de la colònia alemanya de Togolàndia de l'Àfrica occidental, durant la Campanya d'Àfrica Occidental de la Primera Guerra Mundial.
Les forces colonials alemanyes es van retirar de la capital Lomé i de la província costanera. Posteriorment van lluitar en accions dilatòries en la ruta cap al nord, a Kamina, on hi havia una nova estació de radiotelegrafia que enllaçava Berlín amb les colònies alemanyes i amb els vaixells que estaven en l'Atlàntic i en Sud-amèrica.
La força principal dels britànics i francesos de les colònies veïnes de la Costa d'Or i del Dahomey francès, va avançar des de la costa fins a la carretera i el ferrocarril, i les forces més petites es van reunir en Kamina des del nord.
Els defensors alemanys van ser capaços de retardar als invasors durant diversos dies en la batalla d'Agbeluvhoe i en la batalla de Chra, però la colònia es va rendir el 26 d'agost de 1914.
El 1916, Togolàndia va ser repartida entre els vencedors. El juliol de 1922, es van crear Togolàndia britànica i Togolàndia francesa, per mandat de la Societat de Nacions. Els francesos van adquirir el 60% de la colònia, inclosa la costa. El britànics van rebre la part més petita, menys poblada i menys desenvolupada de Togolàndia, cap a l'oest.

## Antecedents

### Togolàndia, 1914
L'Imperi Alemany havia establert un protectorat sobre Togolàndia en 1884, que era una mica més gran que Irlanda i tenia una població d'1.000.000 persones en 1914. La meitat de la frontera amb Costa d'Or era el riu Volta i un afluent, però al sud la frontera anava més enllà de la riba oriental durant 130 km. La colònia era adjacent al territori dels Aliats, amb el Dahomey francès a les seves fronteres nord i est, i la Costa d'Or britànica a l'oest.
Una cadena muntanyosa amb cims de més de 900 m s'estenia del sud-est al nord-oest i restringia el trànsit entre la costa i l'interior. Al sud de les terres altes havien aiguamolls costaners i llacunes en un altiplà d'uns 60–90 m d'alçada, cobert de boscos, herba alta i matolls, on els agricultors havien aclarit el bosc per al cultiu de palma d'oli. El clima era tropical, amb més pluges a l'interior i una estació seca amb poca pluja a l'agost.

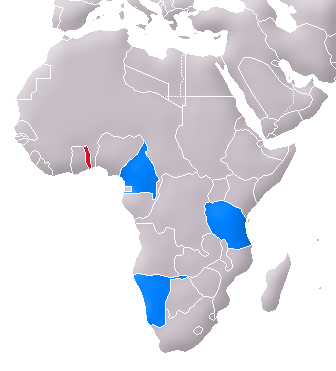
Togolàndia (vermell) i altres colònies alemanyes africanes (blau), 1914

Els alemanys havien convertit la regió del sud en una de les colònies més desenvolupades d'Àfrica, després d'haver construït línies ferroviàries de 3 metres d'ample i diverses carreteres des de la capital Lomé fins a les ciutats principals. No hi havia port i els vaixells havien d'atracar fora de Lomé i la transferència de la càrrega es feia amb petites embarcacions. Es van construir carreteres que aneven de Lomé fins a: Atakpamé i Sokodé, Kpalimé i Kete Krachi, i des de Kate Krachi fins a Mango. En 1914 es va informar que ja estaven preparades per als vehicles de motor.
Lomé i l'estació de radiotelegrafia de Kamina, a uns 100 km cap a l'interior, estaven connectades a la costa per carretera i ferrocarril, i van ser els únics llocs d'importància militar. Kamina estava prop de la ciutat d'Atakpamé i la seva estació de radiotelegrafia es va acabar de construir al juny de 1914. El transmissor era una estació d'enllaç per a la comunicació entre Alemanya, les colònies d'ultramar, la Kaiserliche Marine (Armada Imperial alemanya) i Amèrica del Sud. L'Almirallat Britànic desitjava evitar que l'estació fos utilitzada per a coordinar els atacs contra vaixells a l'Atlàntic.
Les forces militars alemanyes a Togolàndia eren minses, no hi havia unitats de l'exèrcit alemanyes, només 693 Polizeitruppen (policia paramilitar) sota el comandament del capità Georg Pfähler i uns 300 colons amb entrenament militar.
En esclatar la guerra, el Governador de Togolàndia, el duc Adolf Friedrich de Mecklenburg estava en Alemanya i el seu adjunt, el Major Hans-Georg von Döring va ser el governador interí.

### Costa d'Or, 1914
Sir Hugh Clifford, governador de la Costa d'Or, el tinent general Charles Macpherson Dobell, comandant de la West African Frontier Force (Força de la Frontera de l'Àfrica Occidental), i el tinent coronel R.A. de B. Rose, comandant del Gold Coast Regiment (Regiment de la Costa d'Or), estaven absents al juliol de 1914. W.C.F. Robertson era el governador interí i el capità Frederick Carkeet Bryant era el comandant interí del Regiment de la Costa d'Or.

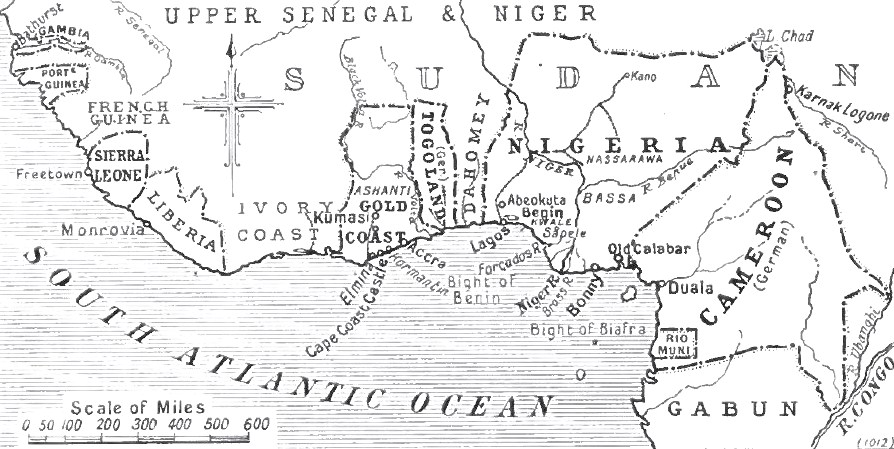
Àfrica occidental, 1914–1918

El Regiment de la Costa d'Or tenia un explorador, set companyies d'infanteria amb una metralladora cadascuna i una bateria de quatre QF 2.95-inch Mountain Guns, amb 1.595 homes incloent 124 portadors i 330 reservistes. Hi havia quatre Volunteer Corps (Cossos de Voluntaris), amb 900 homes, 1.200 policies i personal de duanes.
El Pla de Defensa de la Costa d'Or (1913), previst per a la guerra contra els francesos de la veïna Costa d'Ivori i els alemanys de Togolàndia, en el cas de guerra amb Alemanya, la colònia s'havia de defensar al llarg del llac Volta i de la frontera nord-oriental contra la possibilitat d'un atac. El pla també preveia una ofensiva a través del llac cap al nord del Togolàndia, abans de fer una empenta cap al sud fins a la part més poblada de la colònia.
El 29 de juliol, va arribar a Accra un telegrama de la Colonial Office (Oficina Colonial), ordenant l'adopció de l'etapa cautelar del Pla de Defensa i Robertson va transmetre la informació a Bryant l'endemà. Bryant va prescindir del Pla, que no havia estat revisat des que es va construir l'estació de radiotelegrafia de Kamina el 31 de juliol, i va mobilitzar el Regiment de la Costa d'Or al llarg del sud, en comptes de la frontera nord amb Togolàndia. El 3 d'agost a Londres, Dobell va proposar un avanç, si es declarés la guerra, al llarg de la carretera de la costa d'Ada fins a Keta i d'allí a Lomé, que era a menys de 3 km de la frontera. Bryant va arribar a la mateixa conclusió que Dobell i ja havia organitzat columnes expedicionàries en Krachi i Ada, i concentrant la principal força a Kumasi, preparada per a moure's en qualsevol direcció.

## Preludi
El 5 d'agost de 1914, un dia després que la Gran Bretanya declarés la guerra a Alemanya, els Aliats van tallar els cables telegràfics submarins alemanys entre Monròvia i Tenerife, quedant l'estació de radiotelegrafia de Kamina com l'única connexió entre la colònia i Alemanya.

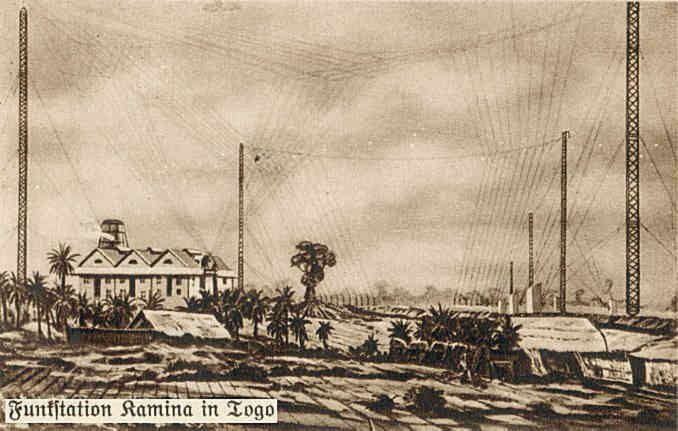
Estació de radiotelegrafia alemanya en Kamina

Al mateix, el governador interí de Togolàndia, el Major von Döring, va enviar un telegrama a Robertson proposant la neutralitat de la colònia alemanya, de conformitat amb els articles X i XI de la Llei del Congo, que deien que les colònies de la conca del Congo havien de romandre neutrals en el cas d'haver un conflicte en Europa. Von Döring també va apel·lar a la neutralitat a causa de la interdependència econòmica de les colònies de l'Àfrica occidental i el seu interès comú en dominar a la població local.
El 6 d'agost, el Consell de Ministres de Londres va rebutjar l'oferta de la neutralitat. Bryant, per iniciativa pròpia, després de sentir que els francesos de Dahomey desitjaven cooperar, va enviar al capità Barker i al Comissari del districte de Keta a reunir-se amb von Döring, amb una demanda per a la seva rendició i 24 hores per a respondre. L'endemà al matí els britànics van interceptar un missatge de ràdio de von Döring dient que es retirava de la costa per a dirigir-se cap a Kamina i que Lomé es rendiria si fos atacada.
El governador de Dahomey francès va rebre una proposta similar per a la neutralitat de von Döring, que la prendre com una declaració de guerra i va ordenar la invasió, d'acord amb un pla a per apoderar-se de Lomé i de la costa (que havia estat elaborat desconeixent l'estaciò radiotelegràfica de Kamina, que estava només a 60 km de la frontera amb Dahomey).

## La invasió

### La captura de Lomé
A última hora del 6 d'agost, la policia francesa van ocupar les duanes prop d'Athiémé i, l'endemà, el major Maroix, el comandant de les forces militars franceses a Dahomey, va ordenar la captura d'Agbanake i Aneho. Agbanake va ser ocupada la nit del 7 d'agost, es va creuar el riu Mono, i una columna al comandament del capità Marchand va prendre Aneho a primera hora del 8 d'agost; ambdós moviments no van trobar oposició i els civils nadius els van ajudar a localitzar als alemanys. Els 460 colons alemanys i àskaris es van retirar cap a l'interior, mobilitzant als civils nadius i cridant als reservistes a mesura que avançaven cap al nord. L'avanç va començar en el ferrocarril Aneho-Lomé, i els francesos van poder avançar fins a Porto Seguro i Togo abans de detenir l'avanç, un cop que va quedar clar que Lomé havia estat lliurada a les forces britàniques.
La invasió britànica va començar a última hora del 7 d'agost. Els emissaris britànics van tornar a Lomé en camió, on van descobrir que els alemanys l'havien abandonat per a dirigir-se Kamina, i van donar a Herr Clausnitzer l'opció de lliurar la colònia fins a Chra, 120 km terra endins, a canvi d'evitar un bombardeig naval de Lomé. El 8 d'agost, els emissaris van prendre el comandament de 14 soldats britànics i policies d'Aflao; un operador de telègraf va arribar amb bicicleta i va reparar la línia entre Kete Krachi i Accra. Es va hissar la bandera britànica, i el 9 d'agost van arribar grups de soldats que havien recorregut 80 km i que estaven esgotats pel calor. Sobre la frontera, Bryant s'havia disposat per a moure la força principal per mar i es va embarcar en l'Elele el 10 d'agost. Tres companyies de Kete Krachi van rebre l'ordre de començar un avanç terrestre fins a Kamina. L'Elele va arribar a Lomé el 12 d'agost i la força va desembarcar. Es va acordar amb els francesos per a fer un avanç convergent cap a Atakpamé amb les tropes britàniques i franceses d'Aneho, una columna francesa de Tchetti des del nord sota el comandament de Maroix, i la columna britànica de Kete Krachi al comandament del capità Elgee. Les petites forces britàniques de la frontera nord es van posar sota el comandament de Maroix i el 13-15 d'agost les va ordenar dirigir-se cap al sud, junt amb 560 tropes de cavalleria francesa, a través de la frontera nord del del Senegal i Níger, cap a Mango. La força britànica de Lomé estava formada per 558 soldats, 2.084 portadors, policies i voluntaris, que es preparaven per a avançar cap a l'interior quan Bryant va rebre la notícia d'una incursió alemanya s Togblekove.

### L'avanç cap a Kamina
La batalla de Bafilo va ser una escaramussa entre tropes franceses i alemanyes al nord-est de Togolàndia el 13 d'agost; les forces franceses van travessar la frontera entre Dahomey francès i Togolàndia entre els dies 8 i 9 d'agost, i van ser atacades per les tropes alemanyes dels districtes de Mango i Skodé. La companyia francesa es va retirar després d'enfrontar-se amb una resistència major de la que s'esperava.
Després de la captura de Lomé, Bryant va ser ascendit a tinent coronel i va ser nomenat comandant de totes les forces aliades en l'operació. Va desembarcar a Lomé el 12 d'agost amb la força principal britànica formada per 558 soldats, 2.084 vehicles, policies i voluntaris. Bryant va fer els preparatius per a començar avançar cap a Kamina, al nord; sabia que un grup alemany havia viatjat al sud en tren el dia anterior i que havia destruït un petit transmissor de ràdio i un pont de ferrocarril a Togblekove, a uns 15 km al nord. El 12 d'agost, Bryant va separar mitja companyia d'infanteria i l'endemà va enviar la companyia i mitja restant, per a evitar nous atacs. A la nit, la Companyia I havia ocupat Tsévié, i els exploradors van informar que al sud d'Agbeluvhoe no havia tropes alemanyes i que la força principal havia aconseguit Togblekove; a les 10.00 pm, la Companyia I va començar a avançar per la carretera cap a Agbeluvhoe. El terreny relativament difícil de matolls i aiguamolls van impedir l'empenta aliada a Kamina, mantenint als invasors en la via del ferrocarril i en la carretera, que estava en mal estat i era intransitable pels vehicles de rodes. La comunicació entre els grups era difícil a causa de l'herba alta i als matolls espessos. La força principal es va traslladar de Togblekove a les 6.00 am del matí del 15 d'agost, i a les 8.30 am els civils nadius van dir a Bryant que un tren ple de tropes alemanyes havia sortit ràpidament de Tsévié aquell matí. A la tarda, l'avantguarda britànica es va trobar amb tropes alemanyes prop del riu Lila, que van volar el pont i van fer trinxeres a l'altra banda del riu. Les demolicions i petits atacs van aturar l'avanç fins a les 16:30 pm, i la força van passar la nit a Ekuni en lloc d'unir-se a la Companyia I segons estava previst.
Von Döring va enviar dos grups d'atac amb 200 homes al sud en dos trens per a retardar l'avanç de la força dels Aliats. La Companyia I va albirar el tren que venia des del sud a les 4.00 am mentre estaven aturats en la carretera prop d'Ekuni, un poble prop de 10 km al sud d'Agbeluvhoe. Es va enviar una secció per a bloquejar la via del ferrocarril i la resta de la Companyia I va fer pressió sobre Agbeluvhoe. Un nadiu civil va guiar la secció per la via fèrria, on el tinent Collins i els seus homes van apilar pedres i una placa de ferro pesada sobre la via, a uns 180 m al nord del pont d'Ekuni, i després els van emboscar. Un dels trens, amb 20 vagons, va descarrilar pels obstacles col·locats en les vies i l'altre tren es va aturar per la resta de la Companyia I en la batalla d'Agbeluvhoe. En la lluita entre les tropes alemanyes dels vagons de tren i els britànics, va morir el comandant de les tropes alemanyes, el capità Georg Pfähler. Els alemanys van ser derrotats i van perdre una quarta part de les tropes.

### La batalla de Chra
Tot i l'escaramussa al nord-oest en Bafilo i l'acció en Agbeluvhoe, les forces aliades que avançaven cap a la base alemanya a Kamina no van trobar resistència considerable. L'última barrera natural al sud de Kamina era el riu Chra, on Von Döring va optar per establir una posició defensiva. Es va destruir el pont ferroviari sobre el riu i es va minar els accessos al riu i al poble.

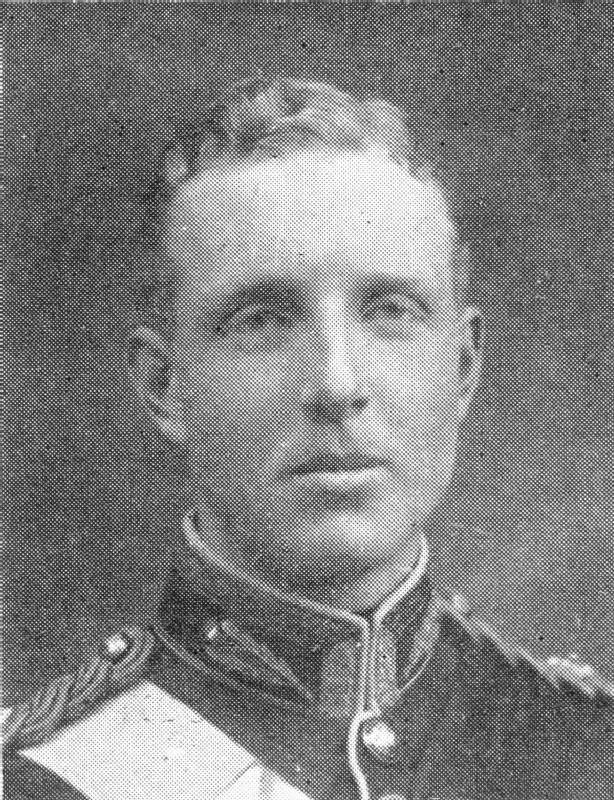
Tinent George Masterman Thompson

El 21 d'agost, els exploradors britànics van trobar 460-560 tropes policials alemanyes atrinxerades a la riba nord del riu.
El West African Rifles, amb el suport de les forces franceses des de l'est, es van reunir a la riba sud i durant el 22 d'agost, Bryant va llançar una sèrie d'atacs contra les trinxeres alemanyes, que van ser rebutjats i on els britànics van patir un 17% de baixes. Durant la batalla, el tinent George Masterman Thompson va esdevenir el primer oficial britànic en morir en combat durant la Primera Guerra Mundial.
Encara que els alemanys havien repel·lit la força aliada des d'una posició fortificada, les tropes franceses van poder avançar fàcilment des del nord i l'est cap a Kamina, i una columna britànica va avançar cap a l'estació des de Kete Krachi per l'oest.
En el matí del 23 d'agost, els britànics van trobar que les trinxeres alemanyes havien estat abandonades. Les forces alemanyes de Chra s'havien retirat cap a l'estació de radiotelegrafia, i durant la nit del 24/25 d'agost es van escoltar explosions des de Kamina. Les forces franceses i britàniques van arribar a Kamina el 26 d'agost i van trobar que les nou antenes de ràdio i els equips elèctrics estaven destruïts. Von Döring i 200 tropes restants es van rendir a Bryant; la resta de la força alemanya havia desertat.
Les tropes aliades van recuperar tres metralladores Maxim, 1.000 fusells i 320.000 cartutxos de municions.

## Conseqüències

### Anàlisi

Partició de Togolàndia entre britànics (verd) i francesos (porpra)

Abans de fos destruïda l'estació de radiotelegrafia de Kamina, es van enviar 229 missatges entre Alemanya, la seva armada i les seves colònies després de l'esclat de la guerra.
Les primeres operacions militars de soldats britànics durant la Primera Guerra Mundial es va produir a Togolàndia, i va acabar poc després de començar les operacions britàniques a l'Europa continental.
Al desembre de 1916, la colònia alemanya va ser dividida en zones d'ocupació britàniques i franceses. Les dues potències van buscar una nova partició i el 1919, l'article 22 del Tractat de Versalles va repartir les antigues colònies alemanyes entre els Aliats.
El juliol de 1922, per mandat de la Societat de Nacions es van crear Togolàndia britànica i Togolàndia francesa a partir de Togolàndia. L'adquisició francesa va consistir en el 60% de la colònia, inclosa la costa. Els britànics van rebre la part més petita, menys poblada i menys desenvolupada de Togolàndia, a l'oest. La part administrada pels britànics es va unir amb Ghana a partir de la seva independència el 1957 ;Togolàndia francesa va obtenir la seva independència el 1960, convertint-se en l'actual República de Togo.
La rendició de Togolàndia va marcar el principi de la fi de l'imperi colonial alemany, que va perdre les seves possessions africanes i del Pacífic.

### Baixes
Durant la campanya, els britànics van patir 83 baixes, els francesos 54 i els alemanys 41. Es desconeix el nombre de baixes de tropes desertades en ambdós bàndols.